# سيد يحيى باكوفي
سيد يحيى باكوفي -(بالأذربيجاني:Seyid Yəhya Bakuvi) هو أذربيجاني الاصل واحد الشعراء والعلماء المعروفين في أذربيجان. وهو المؤسس الثاني للخلوتية.ومؤلف لكتاب خلوتية - «ويردو ستار».

## حياته
ولد سيد يحيى باكوفي في مدينة شماخى لجمهورية أذربيجان. في وقت ولادته، عاصمة شماخى لدولة شيروانشاهس كانت مركزًا علمياً وسياسياً وثقافياً هاماً في المنطقة.
إسمه كامل سيد جمال ألدين يحيى بن ألسيد بحاء الدين الشماخى الباكوفي.

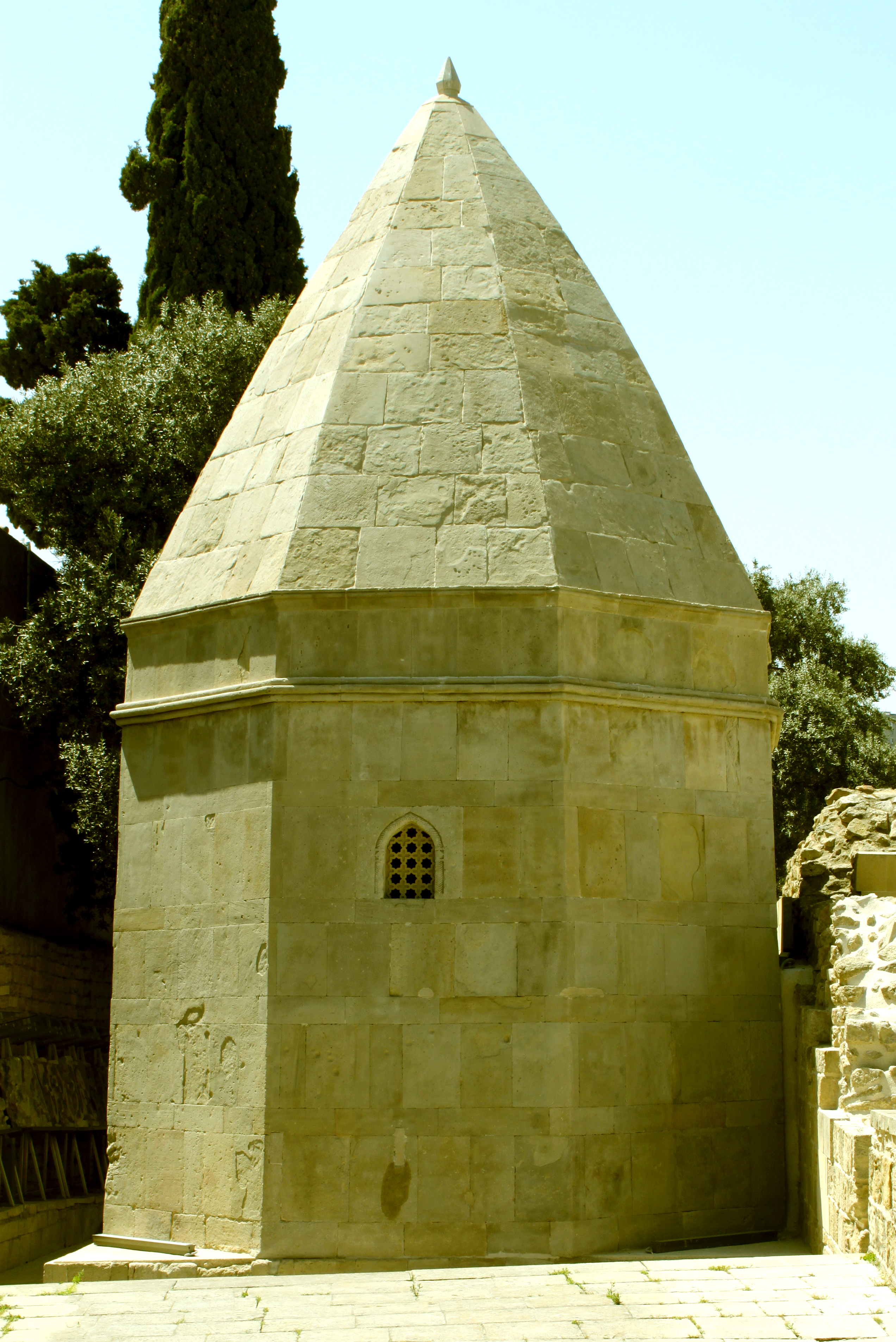
ضريح سيد يحيى باكوفي

ليست معلومات في المصادر عن تاريخ الميلاد سيد يحيى. و لكن، وفقا لبعض المعلومات، من المحتمل ولد في أواخر القرن الرابع عشر.
والده هو من أصل السادس للإمام موسى كاظم. 
استخدم بتخلص سيد في قصائده، وكتب إسمه كيحيى الحسين في نهاية عمله يشير إليه هو «السيد».
توفي سيد يحيى باكوفي في مدينة باكو. دفن سيد يحيى باكوفي في ضريح سيد يحيى باكوفي الذي وقعت في الفناء الأعلى لمجمع قصر شيرفانشاهس. و هو مبنى الضريح كان موحد مسجد كيقوباد في الماضي. عمل، درس وعبد سيد يحيى باكوفي في هذا المسجد. و ضريح سيد يحيى بكوفي هو مبنى الذي محاطة بالقباب ما شبيه لهرم.
في عام 2013, في الدورة السادسة والثلاثين للمؤتمر العام لليونسكو, تم إتخاذ القرار عن الاحتفال بالذكرى 550 السنوية للسيد يحيى بكوفي في جميع أنحاء العالم.

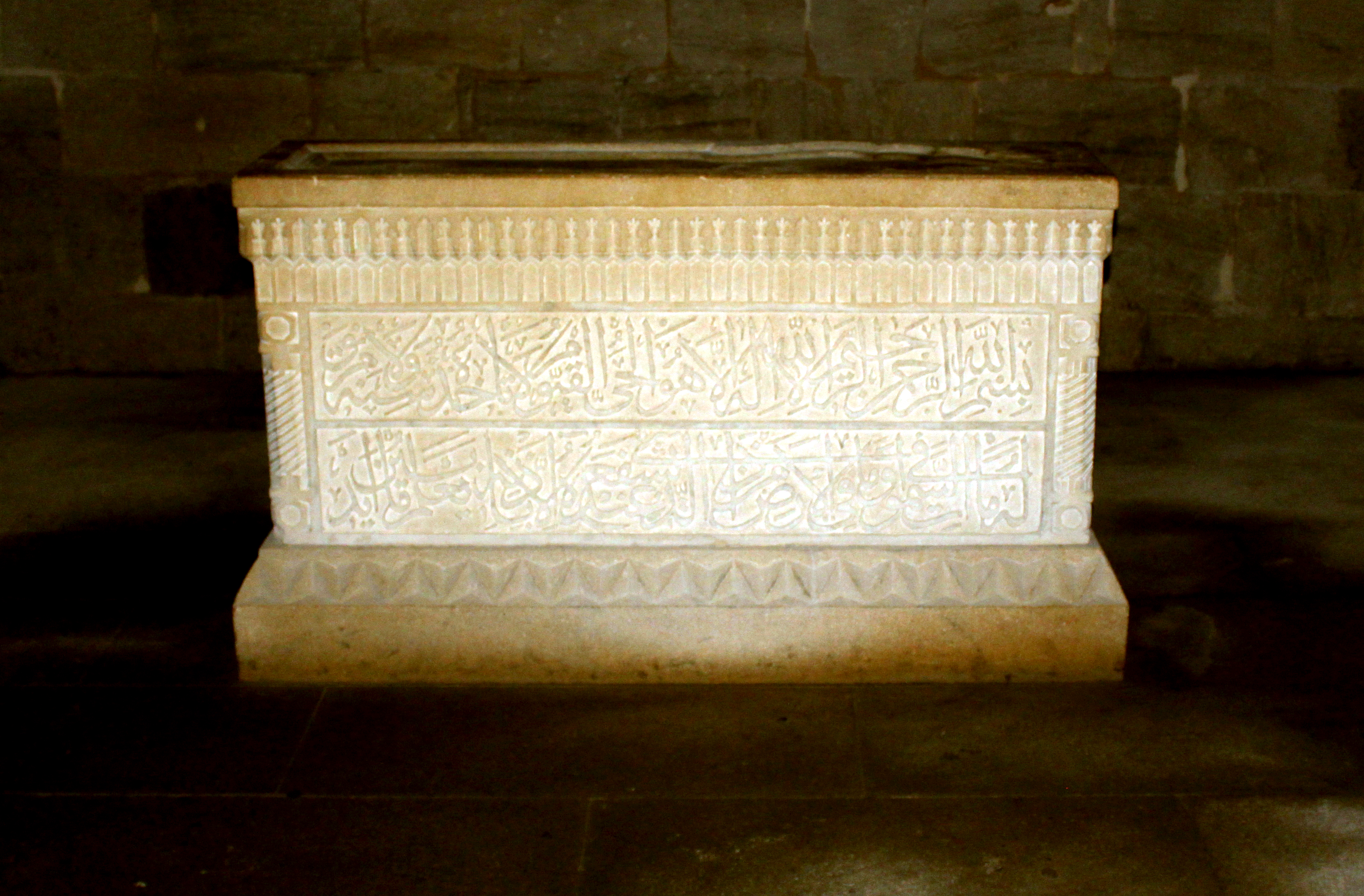
قبر سيد يحيى باكوفي

## نشاته
كتب أعماله بثلاث لغات: بالتركي, بالفارسي و بالعربي.

### أعماله
- أطوار القلب
- اعلان العلم (جحل المنزل وعطلة نهاية الاسبوع)
- اسرارت طالب
- جيسي المنصور
- كتاب الوضو
- أنت في الحب
- معايير الطائفة
- سعادة روميوس (تفسير وعسل)
- التعليق - العمر يلقي
- تفسير سواتي - رششاني - إسرار
- أكمل الإجراء
- ويردو الستار

## وصلات خارجية
- https://www.youtube.com/watch?v=pg3XhgB6Skg